# Превентивна конзервација
Превентивна конзервација, код нас боље знана као превентивна заштита је специјалност унутар подручја конзервације рестаурације као професије. Циљ превентивне конзервације је идентификација, те редукција потенцијално погубних ризика за културне артефакте путем осмишљене контроле њихова околине.

## Дефиниција
Предмети материјалне културе свакодневно су суочени са бројним угрозе - крађа, вандализам, штетници, загађење, влажност и температура ваздуха, па све до елементарних непогода, физичке силе, као и свих врсти свијетла. Посљедице ових деловања, након што је дошло до оштећења, понекад могу бити саниране помоћу интервентивне конзервације. Међутим бројни извори се горенаведених опасности могу контролисати, те се деловање неких може барем предвидјети. Превентивна се конзервација дакле бави спречавањем штете и пропадања путем истраживања, те осмишљавања поступака који ће побољшати безбедност предмета и збирки .. Подручја којима се посебно посвећује пажња су окружујући услови, руковање предметима, контрола штеточина, план за деловање у случају разних непогода и израда копија или дупликата.

## Утицај околине
Утицај околине лако се контролише у случају предмета у ентеријеру, а исти укључује температуру, релативну влажност ваздуха, те ниво расвете у простору у ком се предмети налазе.

### Температура
Било који начин похране односно излагања предмета мора узети у обзир и температуру унутар поменутог простора, као и системе за обезбијеђење неопходних услова унутар сигурних граница, укључивши прихватљиву цену самог система. Различити материјали на осцилације у температури реагују на различите начине, тако на пример је керамика осетљива на директно загревања на механичком нивоу, док су пак бројни органски материјали више угрожени наглим променама температуре поготово превеликом хладноћом. Једноставно је правило да је ниво хемијских реакција зависан о температури на којој се исте одвијају, те више температуре, тако смањују енергију активације и убрзавају процесе хемијске деградације.
Ниво људима угодне температуре такође мора бити узет у обзир.
Тако у чуваоницама, где се ређе улази, може температура стога бити нижа но у простору за излагање, такође они који улазе у чуваоницу припремљени су односно свијесни споменуте чињенице.
Изложбени простор је место где се посетиоци морају осећати довољно удобно да би у њима боравили, у супротном објекти неће бити разгледавани, те ће тако изгубити своју примарну сврху.
| Materijal                    | Preporučena temperatura | Napomene                                                                              |
| ---------------------------- | ----------------------- | ------------------------------------------------------------------------------------- |
| Slike na platnu              | 15 - 22 C               |                                                                                       |
| papir                        | oko 20 C                |                                                                                       |
| fotografije                  | oko 21 C                |                                                                                       |
| pergament                    | do 22 C                 |                                                                                       |
| koža                         | 18 C                    |                                                                                       |
| drvo (oslikano ili lakirano) | 20 C                    | Važi i za slike na dasci, nameštaj te muzičke instrumente!                            |
| metal                        | 15 - 18 C               | Za predmete od kalaja ne manje od 13,2 C!                                             |
| tekstil                      | 18 - 21 C               |                                                                                       |
| kost, slonovača, rožina      | do 25 C                 |                                                                                       |
| ćilibar                      | 17 - 22 C               |                                                                                       |
| plastika                     | 20 C                    | Predmete od acetil i nitroceluloze sa vidljivim znacima propadanja čuvati na 2 - 5 C! |
| orijentalni lak              | 20 C                    |                                                                                       |

### Релативна влажност ваздуха
У последњих је неколико деценија утврђено да чак и деликатни органски материјали поседују одређену способност прилагођавања у односу на осцилације у релативној влажности ваздуха, тако да ови материјали могу у одређеној мери набубрити односно стиснути се.
Овај феномен је природно могућ при релативној влажноси ваздуха од око 50% + -15%. Деструктивни хемијски односно механички процеси, попут хидролизе у случју високе релативне влажности, те укрућивања и умрежавања код ниске РВ, могу се држати унутар истог нивоа осцилација прихватљивог за мешовите музејске збирке.
Влага има јак утицај на скоро све материјале од којих су изграђени музејски предмети, уз изузеће стакла и керамике. При високој РВ већина метала ће кородирати, а овај ризик бива појачан присутношћу површинске контаминације, што опет наглашава потребу за редовним и добро планираним одржавањем музејских простора .
Додатно, предмете могу угрозити и плесни којима одговара висока РВ, ово послиједње не само да може да изазове алергијске реакције код посјетиоца, већ и слаби погођене предмете те привлачи и друге штеточине.
Суви пак услови могу допринети пуцању и скокова дрвених предмета, али и бројних других органских материјала, поглавито ако РВ падне испод 40%.
Иако се већина предмета прилагођава осцилацијама влажности ваздуха пренагле и превелике промене могу бити штетне.
Анизотропни материјали попут дрвета и слоноваче посебно су осетљиви на наведене промене, посебно ако предмети на или у себи носе и металне дијелове. Метал ту кочи природно ширење и скупљање споменутих предмета. Стога овакви објекти идеално морају бити излагани или чувани у пажљиво контролисаним климатским условима.
| Materijal                    | Preporučena RV | Napomene                                                                                            |
| ---------------------------- | -------------- | --------------------------------------------------------------------------------------------------- |
| Slike na platnu              | 45-60% RV      | |
| Papir                        | 45-55% RV      | |
| Fotografije                  | 30-50% RV      | Fotografije u boji do 25-30% RV!                                                                    |
| Pergament                    | 50-60% RV      | |
| Koža                         | 45-60% RV      | |
| Drvo (oslikano ili lakirano) | 45-60% RV      | Važi i za slike na dasci,nameštaj,te muzičke instrumente!                                           |
| Metal                        | 15-55% RV      | Arheološko gvožđe/aktivna korozija do 15% RV Arheološki bakar ili legure/aktivna korozija do 35% RV |
| Tekstil                      | 30-50% RV      | |
| Kost,slonovača,rožina        | 50-60% RV      | |
| ćilibar                      | oko 50% RV     | |
| Plastika                     | 30-50% RV      | |
| Orijentalni lak              | 50-60% RV      | Po japanskim izvorima do 70%!                                                                       |

### Видљиво светло
Светло не може бити елиминисано од свог штетног утицаја на предмете, јер је потребно како у случају детаљног посматрања премета тако и сигурног кретања око истих. На несрећу, то такође значи да оштећења проузрокована светлом, не могу бити уклоњена већ само умањена на што прихватљивију меру .
Учинак видљивог светла почели су изучавати сликари и произвођачи боја у раном 18.века, но све до раних година двадесетог века исто није било детаљно истражено.
Тек је у пар последњих деценија схваћена кумулативна природа ових оштећења.
Детаљне студије почеле давати нагласак дугорочним ефектима те су дозволиле прихватљивост краткорочних варијација у вредностима нивоа расвијете зависно о одређеним ситуацијама: стандардно посматрање, посматрање од стране старијих особа, сложене студије или поступци, и посматрање нискоконтрастних детаља - све ове варијанте укључују разнородне захтијеве. Практични компромис између заштите и одобрења да предмет испуни своју визуелну сврху укључивао је допустљивост одређене нивое физичког ризика.
Чак и уз прихватање ове прилагодљивости, интеракција свијетла треба бити ограничена на тренутке када је предмет доступан разгледавању или изучавању, и сходно томе треба одабрати прихватљив ниво расвијете.
Пошто су последице деловања видљивог светла кумулативне, свако ограничење излагања истом - било у смислу времена или интензитета-спречава оштећење предмета. Периоди интензивне или дуготрајне расвјете морају бити избалансиране са раздобљем ниског нивоа осветљења.
| Materijal                    | Preporučena razina rasvete | Ukupno godišnje - u luks časovima! |
| ---------------------------- | -------------------------- | ---------------------------------- |
| Slike na platnu              | do 200 lx                  | 384 000                            |
| Papir                        | do 50 lx                   | 96 000                             |
| Fotografije u boji           | do 50 lx                   | 96 000                             |
| Crno bele fotografije        | do 200 lx                  | 384 000                            |
| Koža                         | do 50 lx                   | 96 000                             |
| Drvo (oslikano ili lakirano) | 100 - 200 lx               | 192 000 - 384 000                  |
| Metal                        | do 300 lx                  | 576 000                            |
| Tekstil                      | do 50 lx                   | 96 000                             |
| Staklo                       | do 300 lx                  | 576 000                            |
| Keramika                     | do 300 lx                  | 576 000                            |
| Kamen                        | 300 lx                     | 576 000                            |
| Kost,slonovača,rožina        | do 150 lx                  | 384 000                            |
| ćilibar                      | 100 lx                     | 192 000                            |
| Plastika                     | 100 - 200 lx               | 192 000 - 384 000                  |
| Orijentalni lak              | do 200 lx                  | 384 000                            |

### Ултраљубичасто зрачење
Ултраљубичасто зрачење је облик елктромагнетске радијације са вишим нивоом енергије у односу на видљиво свијетло. Оно не доприноси видљивости предмета иу идеалним случајевима га је најбоље елиминисати, иначе ће њему изложени материјали бити вишеструко ослабљени, од благог жућења па до потпуног разлагања.
Органски су материјали нарочито осетљиви излагању овом свијетлу.
Директно сунчево светло садржи највише потенцијала за ову врсту оштећења, но и неке врста сијалица такође садрже доста ултраљубичастих зрака.
Разне врсте филтара се користе за уклањање овог зрачења при излагању предмета, и бројни се од њих могу користити заједно како би добиле вредности прихватљиве за одређене врсте предмета.
Најједноставније средство су тешке завијесе, но можемо их користити само ако имамо за њихово подизање неопходно особље, које ће их спуштати или дизати зависно о присутности посјетиоца. Од направа за филтрирање већина се ослања на моћ апсорбовања ултраљубичастих зрака, попут акрилних фолија, но исте са временом пропадају те их је потребно с времена на време заменити. Пуно су боље ријешење интерферентни филтри зато што ово зрачење у потпуности елиминишу.

## Руковање са предметима
При сваком руковању са предметима постоји опасност да се исти оштете. Добро разрађени и стандардизовани поступци одржавања, те паковања и преношења предмета помажу у елиминацији како непосредног додира тако и штете од истог.

## Излагање и складиштење
Осим добро осмишљене структуре, једна од кључних компоненти обликовања просторија за излагање и чување предмета је примерен избор материјала које ћемо користити.
Посебно код дугорочних решења треба пажљиво одабрати материјале који ће бити у близини предмета, како исти не би неповољно утицали на исте.
Пробе Одди-јевим тестом сразмерно су једноставан начин испитивања међуделовања појединих материјала.
Претходно објашњени окружујући услови такође су кључни при чувању или излагању предмета.

## Паковање и транспорт
Технике правилног паковања и исправног одабира материјала који се у те сврхе користе најбољи су начин за осигурање безбедности предмета током транспорта, и као и сваки аспект превентивне конзервације, споменуте морају бити што више прилагођене самом објекту о ком се ради.
Иделан простор за транспорт мора у себи не само да укључује заштиту од удараца, вибрација те неправилног руковања, већ такође мора имати и сусутавно решено питање микроклиме унутар истог, те одговарајућу заштиту од штеточина.
Носачи као и заштитни омот, облоге и јастуци, као и материјали који се користе за паковање, те величина сандука, све ово мора бити део стратегије за успешно и сигурно обављен транспорт предмета.
Пријашња успешна ријешења нам сугеришу да транспорт предмета започиње са детаљним инвентирањем, те извјештајем о стању објеката пре транспорта. Ако се транспортује велик број објеката, препоручљиво је прво послати мале репрезентативне групе, како би се указало на евентуална могућа побољшања у самој процедури. Треба проверити стање свих предмета како би одредили дали их је пре транспорта потребно стабилизовати, с тиме да увек има и предмета који нису спремни за пут обзиром на њихово стање.
Често путовање укључује и измену транспортних средстава, те пренос овлашћења са једне компаније на другу, па је с тога пре пута пожељно детаљно испланирати и преиспитати све могуће критичне тачке, те детаље паковања прилагодити споменутом.
Бројни музејски одјели морају бити укључени у успешно и сигурно транспортовање објеката. Конзерватори, фотографи, кустоси и друго особље морају сви бити укључени, а такође у процес могу бити укључене и друге институције. Особље у месту доласка такође мора бити припремљено за пренос, укључујући и дефинисање аклиматизације, те распакивања траспорта.

## Контрола штеточина
Штетници представљају озбиљну претњу опстојању предмета. Без обзира хране ли се материјалом од којег је објекат, или само на објекту траже склониште, они предмете могу озбиљно оштетити или чак уништити, они загађују предмет, ослабљују његову структуру, те једноставно привлаче друга слична створења. Најћешће се ради о инсектима, микроорганизмима, те глодарима попут пацова и мишева, ау одређеним случајевима и птицама, шишмишима, гуштерима и шкољкама.
Приступ овом проблему данас је битно промењен, док су некада средства за фумигацију и инсектициди примењивани непосредно на предметима, данас су у употреби више пасивније и мање токсичне методе. Пажљивим планирањем њихова ефикасност може бити једнака оној старјих, агресивнијих приступа овом проблему. Разни су материјали различито осетљиви на одређена оштећења па је помно познавање материјала од којих је предмет незаобилазно-
. Ризици који укључују и саму грађевину у којој је збирка смештена, конструктивне и декоративне материјале, и активности особља морају бити узети у обзир.
Најједноставнији начин контроле штеточина јесте пажљиво и систематски одржавање простора у ком збирке излажемо или чувамо. Све рупе и оштећења на самој грађевини морају бити затворене и саниране, а оштећења поправљена и систематски надзирана. Сви предмети који улазе у збирку морају проћи кроз период изолације, у коме ће се потврдити да предмети немају штетника на / или у себи. Такође је потребно редовно контролисати има ли знакова присуства поменутих, уз напомену да овај процес мора бити систематски и детаљно документован како би се евентуалне промене запазиле на време.
У случају да до напада штеточина заиста и дође потребно је одмах и ефектно порадити на њиховом уклањању, водећи при томе рачуна о сигурноси самог нападнутог материјала. Дјелотворни поступци укључују фумигацију, замрзавање, коришћење пестицида, уз напомену да најчешће кључну улогу има цена самог поступка.

## Контрола кризних ситуација
Пожар или поплава, земљотрес, те разни нереди, тероризам, ратни сукоб - убрајају се у категорију кризних ситуација, те захтевају безбедносне мере када су у питању предмети културне баштине. Иако се ове ситуације не могу котролирати, ипак могу бити у одређеној мери предвиђене, како обзиром на локацију колекције, тако иу спремности институције да се носи са оваквим екстремним ситуацијама. Бројни су примери, када у случају непогоде предмете више није било могуће вратити у првобитно стање, те је овој угрози истовремено био изложен велики број објеката. Добро обликован прибор за излагање, те положај чуваонице, уредан простор исте, као и разрађене процедуре понашања у таковим ситуацијама, све ово знатно доприноси смањењу ризика везаних уз кризне ситуације.

## Реформатирање / дуплицирање
Реформатирање односно дуплирање објеката културне баштине се обично јавља у виду фотографске документације. Предмет се документује код уласка у збирку, код измјештања, те код конзерваторског захвата. На тај начин имамо визуелну референцу за будуће професионалце, бележи се изворно стање, као и сва стања након споменутог. Успјешан или неуспешан захват, односно збрињавање могу потом бити прецизније одређени, те из истог можемо получити закључке примијењиве у будућим промишљањима о судбини предмета. И на крају најважније, уколико се ишта догоди предмету, било путем незгоде или природним пропадањем, остаје нам барем некаково свиједочанство везано за предмет и његово постојање.